# Avenue de la Lisière
L'avenue de la Lisière (en néerlandais : Boskantlaan) relie le bois de la Cambre à l'avenue Winston Churchill.

## Situation
Elle part de la chaussée de Waterloo pour rejoindre l'avenue de Diane. Un de ses embranchements, non carrossable, porte le nom de sentier Longchamp.